# اقتصاد القهوة

اقتصاد القهوة تعتبر القهوة من المشروبات المشهورة ومن السلع[ ؟ ] المهمة، حيث ان عشرات الملايين من المنتجين في الدول النامية يكسبون لقمة عيشهم عن طريق زراعة القهوة. ويتم استهلاك أكثر من2.25 مليار فنجاناً من القهوة يومياً حول العالم، وتُنتج القهوة بنسبة أعلى من90% في الدول المتطورة وغالباً ماتُنتج في جنوب أمريكا بينما تُستهلك بشكل رئيس في الاقتصادات الصناعية.
يعتمد 25 مليون من المنتجين البسطاء حول العالم على القهوة في عيشهم، خصيصًا في البرازيل حيث ينتج فيها حوالي ثلث القهوة الموجودة في العالم كله/اجمع حيث كانت البرازيل أكبر المصدّرين للقهوة في سيبتمبر 2017 . أكثر من 5 ملايين شخص يتم توظيفهم في زراعة وحصاد أكثرمن3مليار حبة بن، وتعتبر أنها تؤمن بثقافة تكثيف اليد العاملة أكثر من الثقافات الأخرى لنفس المناطق مثل قصب السكر أو الماشية وتكون كأنها ليست خاضعة إلى المكنة وتستدعي اهتمام متواصل وتعتبر القهوة سلعة تصدير رئيسية: ففي عام 2004 كانت أعلى الصادرات الزراعية لاثنتي عشرة دولة، وسابع أكبر الصادرات الزراعية القانونية قيمةً في العالم عام 2005، وقد كانت القهوة «ثاني أكثر السلع قيمةً للدول النامية» من عام 1970 حتى عام 2000 وهذه الحقيقة الأخيرة كثيراً ما تشوبها الاخطاء- اطلع على سوق القهوة-.
وإضافة إلى ذلك فإن القهوة الخضراء غير المحمصة والتي تعد واحدة من أكثر السلع الزراعية المتداولة حول العالم، والتي سيتم تداولها في العقود القادمة في العديد من المبادلات التجارية بما في ذلك مجلس نيويورك التجاري وبورصة نيويورك التجارية أنتركونتيننتال وسوق لندن للأوراق المالية الدولية والآجلة لتبادل الخبرات. يعتبر ميناء هامبورغ في ألمانيا أكبر مكان لنقل القهوة في العالم.
وفي عام2009 كانت البرازيل الرائدة عالميا في إنتاج القهوة الخضراء، تليها فيتنام وإندونيسيا وكولومبيا وإثيوبيا. وتزرع حبوب البن العربية في أمريكا اللاتينية أو شرق أفريقيا أو شبه الجزيرة العربية أو آسيا، وتزرع حبوب البن روبوستا في غرب ووسط أفريقيا وفي جميع أنحاء جنوب شرق آسيا، وإلى حد ما في البرازيل.
نستطيع عادةً تمييز حبة البن من مختلف البلدان أو المناطق باختلاف نكهتها أو رائحتها أو شكلها أو حموضتها. ولا تعتمد صفات النكهة فقط على المنطقة التي زُرعت فيها القهوة، بل أيضا على الأنواع الفرعية الوراثية (التنوع) وطريقة معالجتها. ويعرف التنوع في حبوب البن عادةً بالمنطقة التي زُرعت فيها مثل حبوب بن كولومبية وحبوب بن من جاوا ومن كونا.

## التسعير
بلغ متوسط أسعار القهوة الشهري في التجارة الدولية أعلى بكثير من 100 سنت أمريكي لكل رطل خلال السبعينات والثمانينيات وفقًا لمؤشر المركب لمجموعة القهوة الدولية في لندن، ولكنه انخفض بعد ذلك في أواخر التسعينات إلى أدنى حد في سبتمبر2001والذي بلغ 41.17 سنت أمريكي لكل رطل وظل منخفضًا حتى عام 2004. ويرجع ذلك الانخفاض إلى انهيار اتفاقية القهوة الدولية لعام 1989-1962 مع ضغوط الحرب الباردة، حيث كان الحد الأدنى لسعر القهوة 1,20 دولار للرطل الواحد. وقد أدى التوسع في مزارع البن البرازيلية ودخول فيتنام إلى السوق في عام1994 إلى زيادة ضغوط المؤن على المزارعين عندما رُفع الحظر التجاري الذي فرضته الولايات المتحدة عليها.
وقد منح السوق موردي البن الفيتناميين أسعاراً معقولة مع حق المتاجرة مما سبب انخفاض في كفاءة زارعي البن في عدة دول مثل البرازيل ونيكاراغوا وإثيوبيا وذلك يعود لانخفاض تكلفة الإنتاج مما أدى إلى عدم مقدرتهم على العيش فقط على إنتاجهم وأجبرهم على ترك زراعة البن والنزوح إلى الأحياء الفقيرة في المدن في مايو 2006.
الانخفاض في تكلفة المكون للقهوة الخضراء لم يكن المكون المكلف الوحيد لأخر كأس يتم تقديمه، وفي الوقت نفسه أزدادت المقاهي المتخصصة في القهوة شعبيةً، والتي باعت المشروبات بأسعار عالية لم يسبق لها مثيل. وفي عام 2004 بلغت نسبة البالغين شاربي قهوتهم اليومية المميزة 16 ٪ وذلك وفقا لرابطة القهوة المميزة في أمريكا[ ؟ ]، حيث بلغ عدد مواقع بيع القهوة المميزة بالتجزئة 17400 بما فيها المقاهي والأكشاك وعربات القهوة ومحلات البيع بالتجزئة وبلغ مجموع المبيعات8،96 مليار دولار في عام 2003.

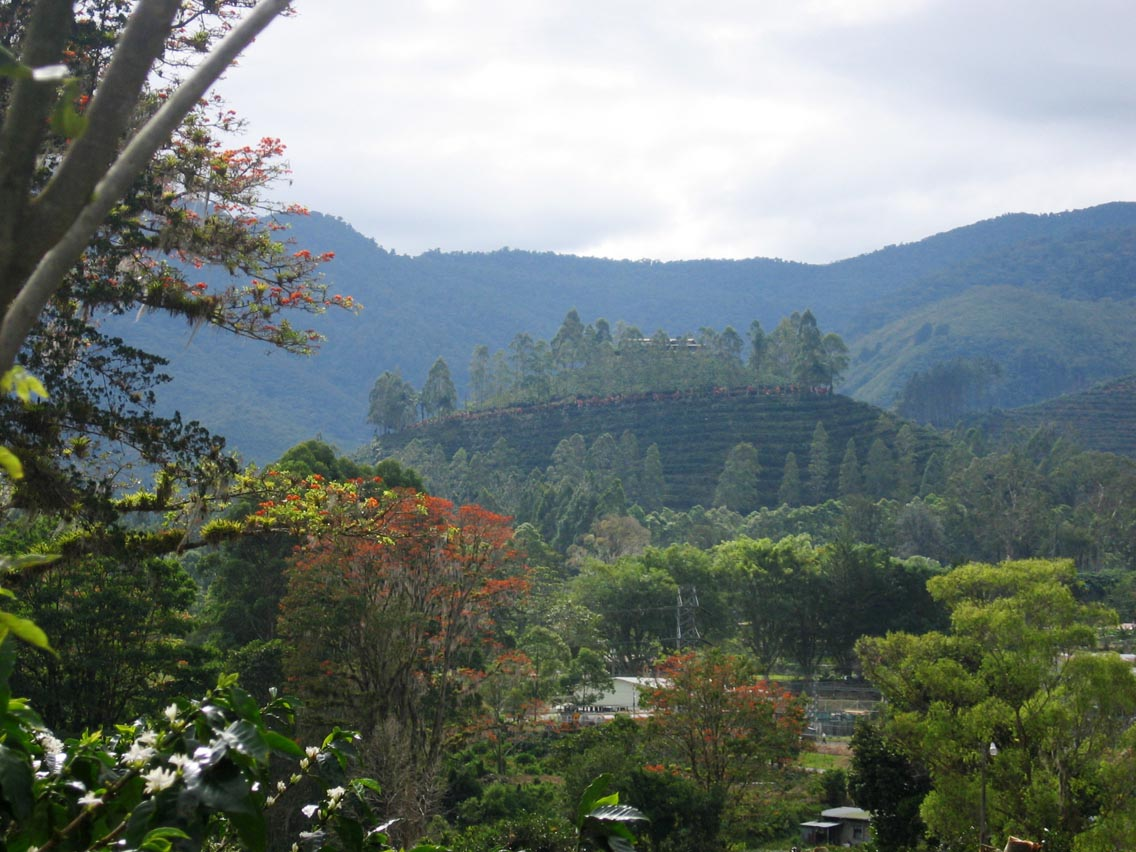
نبتة القهوة بالقرب من تل في Orosí, Costa Rica.

وبالرغم من ذلك لا يتم شراء القهوة المميزة غالباً في تبادل السلع فعلى سبيل المثال: تقوم ستاربكس بشراء كل ما لديها من القهوة وذلك من خلال عقود خاصة طويلة الأجل وغالبا ما تدفع ضعف سعر السلعة. ومن المهم أيضا أن نلاحظ أن القهوة التي تباع في سوق التجزئة هي منتج اقتصادي مختلف عن جملة القهوة المتداولة كسلعة، وتصبح مدخلاً لمختلف المنتجات الاساسية بحيث في النهاية يتأثر سوقها من التغييرات في أنماط الاستهلاك والأسعار.
وارتفعت اسعار البن في عام 2005مع العرض الأولي للعملة المذكورة أعلاه للمؤشر المركب الشهري بمعدل بين 78.79 سبتمبر و101،44 مارس سنتاً أمريكياً لكل رطل ويعود هذا الارتفاع غالبًا إلى زيادة الاستهلاك في روسيا والصين بالإضافة إلى الحصاد الذي كان يقل بنحو 10٪ إلى 20٪ عن المعدل المسجل في السنوات السابقة. ويمكن لكثير من مزارعي البن الآن أن يعيشوا على منتجاتهم، ولكن الفائض لا يعود لهم بالكامل، لأن ارتفاع أسعار النفط يجعل نقل حبوب البن وتحميصها وتغليفها أكثر تكلفة.
وارتفعت الأسعار من عام 2005 إلى 2009 وكان ارتفاعها واضحاً في النصف الثاني من 2010 بالرغم من المخاوف من الحصاد الرديء في البلدان الرئيسية في إنتاج القهوة وبلغ سعر مؤشر العرض الأولي للعملة 231 في مارس عام 2011.

## التصنيفات
تطلق العديد من التصنيفات على القهوة المصنوعة تحت معايير بيئية أو تحت نظام عمل معين، فعلى سبيل المثال؛ قد تسمى القهوة «صديقة الطيور» أو «القهوة المزروعة بالظل» لأنه يتم إنتاجها في مناطق يكون فيها الظل الطبيعي (أشجار المظلة) بمثابة مأوى للنباتات خلال أوقات من موسم الزراعة. ويتم إنتاج القهوة العضوية تحت مبادئ توجيهية صارمة لمنح الشهادة، إذ أنها تزرع دون استخدام أي مبيدات صناعية أو أسمدة. ينتج المنتجون البسيطون تجارة القهوة العادلة والذين ينتمون إلى تعاونيات؛ مما يضمن لهذه التعاونيات سعرًا أقل، وعلى رغم من الانخفاض التاريخي للأسعار ألا أن الحد الأدنى الحالي للتجارة العادلة أقل من سعر السوق قبل بضع سنوات فقط، وتعتبر فيرتريد أمريكا المنظمة الرئيسية التي تشرف حاليا على ممارسات التجارة العادلة في الولايات المتحدة وفي المملكة المتحدة.

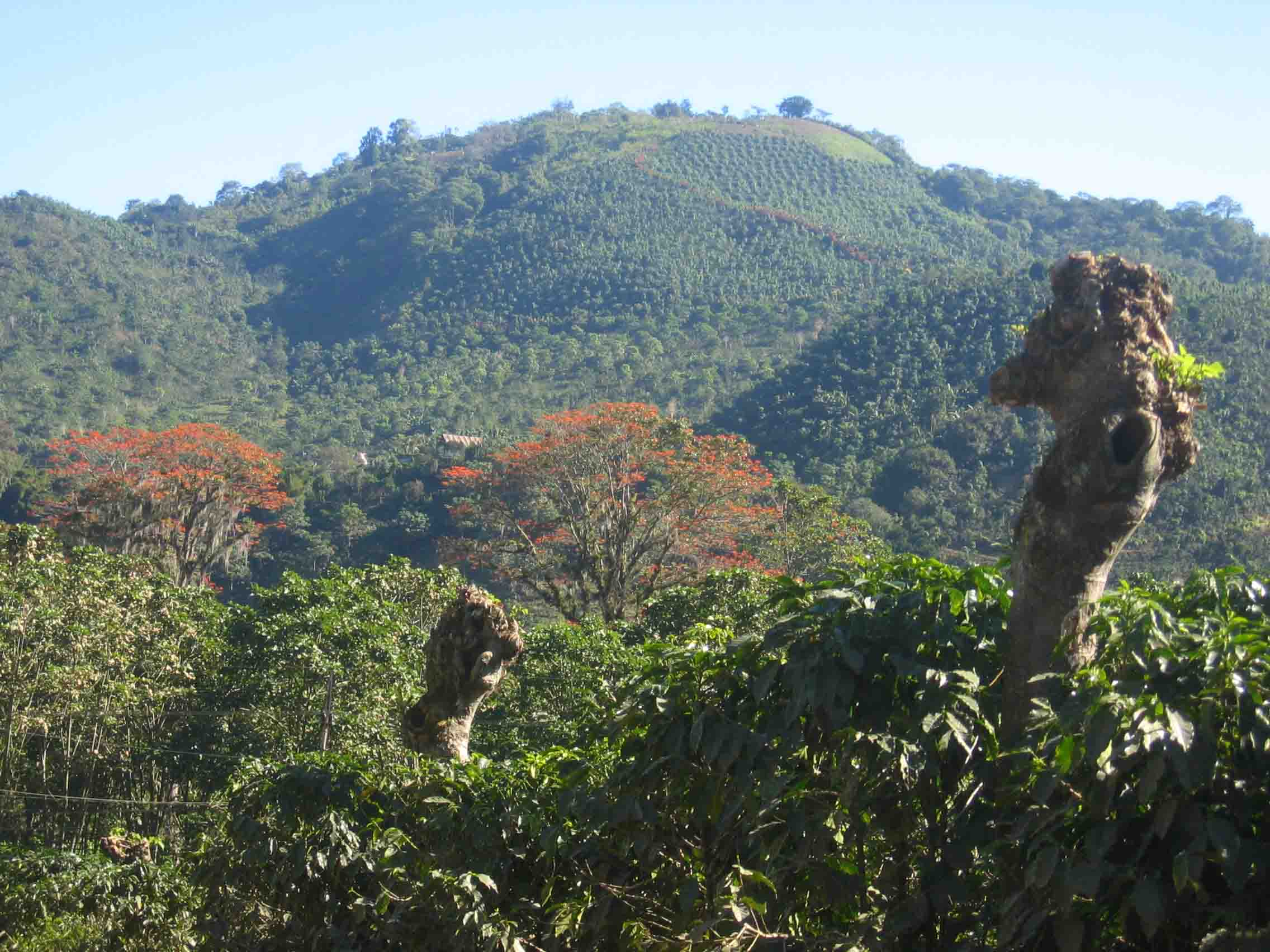
أشجار الظل في Orosí في كوستاريكا. يظهر لنا في الخلف (الأحمر) أشجار الظل وفي المقدمة الاشجار مقلمة في فترات مختلفة في دورة النمو.

## سلسلة السلع لصناعة القهوة
توجد في صناعة البن حاليا قبل الوصول إلى المستهلك سلسلة للسلع الأساسية حيث تشتمل تلك السلسلة على المنتجين والمصدرين الوسطاء والمستوردين والمحامين وتجار التجزئة. فيكمن عمل الوسطاء المصدرين، وغالبا ما يشار إليهم بذئب القهوة أو«قيوط» القهوة، فشراء القهوة مباشرة من المزارعين الصغار وكثيرا ما تصدر عقارات القهوة والمزارع الكبيرة حصادها الخاص أو قد يكون لديها ترتيبات مباشرة مع شركة تصنيع وتوزيع القهوة عبر الحدود وبموجب أي من الترتيبين فإنه يمكن للمنتجين الكبار بيع القهوة بأسعار تحددها بورصة نيويورك للتبادل حيث يقوم المصدرين أو اصحاب المزارع الكبيرة ببيع القهوة الخضراء للمستوردين ويقوم المستوردون بجرد القهوة ومن ثم وضعها في شاحنات كبيرة ثم بيعها تدريجيا من خلال العديد من الطلبات الصغيرة. يمتلك المستوردون مبالغ عالية حيث يمكنهم ذلك من الحصول على قهوة ذات نوعية ممتازة من جميع انحاء العالم، ولكنهم لا يملكون المال للتحميص. ويعتمد المحمِّصون اعتماداً كبيراً على المستوردين مما اعطاهم تأثيرا كبيرا على أنواع القهوة التي تباع للمستهلكين.
ويوجد في الولايات المتحدة أكثر من 1200 محمصة والتي تحصل على أعلى ربح في سلسلة السلع. وعادةً ما تبيع المحلات التجارية الكبيرة القهوة المعبأة لتجار التجزئة مثل ماكسويل هاوس وفولجيرس وميلستون. يحصل المستهلكون على القهوة من المقاهي والمتاجر المتخصصة في بيع القهوة ومنها ما يقارب 30 ٪ من السلاسل وايضاً من الأسواق التجارية وسلاسل بيع التجزئة التقليدية. وتنظم كلاً من الأسواق التجارية وسلاسل بيع التجزئة التقليدية حوالي 60 ٪ من حصص السوق. وتعتبر ايضاً من المحطات الرئيسية للقهوة المخصصة وغير المخصصة. يتم استهلاك 11 مليار باوند من القهوة سنوياً حول العالم وفي الولايات المتحدة وحدها يوجد أكثر من 130 مليون من شاربي القهوة. يقوم المستثمرون ومضاربي الأسعار بشراء القهوة وبيعها كسلعة متداولة، ويتم تتداول عقود القهوة العربية الآجلة في المجلس التجاري في نيويورك تحت رمز البورصة كي سي وتسليم تقارير ما يحدث سنوياً في مارس ومايو يوليو وسبتمبر وديسمبر وايضاً يتم تداول العقود لقهوة روبوستا الآجلة في آي سي لندن (لايف) تحت رمز البورصة ار سي وتسليم تقارير ما يحدث سنوياً في مارس ومايو يوليو وسبتمبر وديسمبر.

## قهوة التجارة العادلة

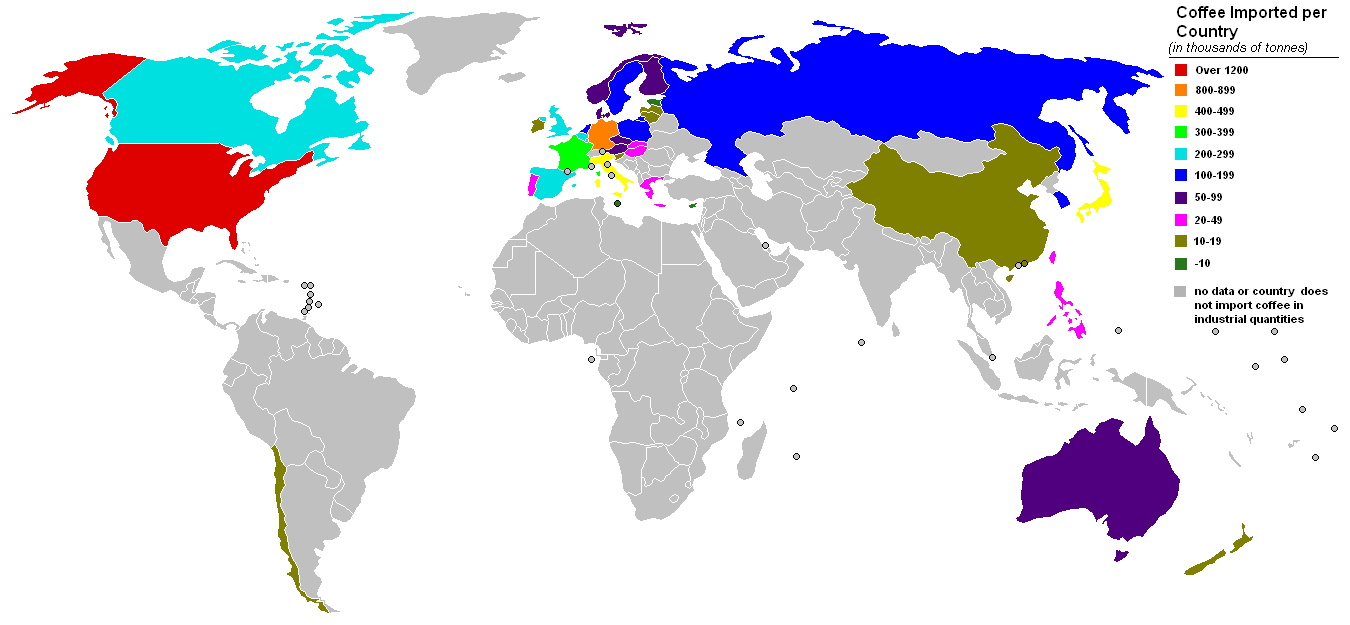

التجارة الدولية وشبكة الورش العالمية الأوروبية ورابطة التجارة العادلة الأوروبية)، فإن التجارة العادلة هي«شراكة تجارية تعتمد على الحوار والشفافية والاحترام والتي تسعى إلى مزيد من الإنصاف في التجارة الدولية». ينص الهدف المذكور على توفير ظروف تجارية أفضل للمنتجين والعمال المهمشين، وتقف منظمات التجارة العادلة مع دعم المستهلكين وتقوم بحملة لتغيير قواعد وممارسات التجارة الدولية التقليدية، ومع ذلك لم يكن كل منتجي القهوة سعداء بالطرق أو النتائج.
وتعزز منظمات التجارة العادلة بيئة تجارية يكون فيها لمستورد البن علاقة مباشرة مع منتجه باستثناء الوسطاء. ويزود موردي القهوة تأمين للمزارعين لمساعدتهم بتفادي الديون مع متداولي القهوة مما يساعدهم على توسيع علاقاتهم التجارية لأمد طويل. وتدفع منظمات المنتجين سعر الحد الأدنى للتجارة العادلة بقيمة 125 سنتا أمريكي للرطل الواحد للتجارة العادلة المعتمدة من قبل شركة أرابيكا و 120 سنتا أمريكيا للأرابيكا غير المغسولة أو سعر السوق إذا كان أعلى. وارتفع سعر السوق الحر للقهوة أعلى من السعر الادنى في سبتمبر عام2007 وقد انخفضت الأسعار بمعدل أقل من السعر الأدنى بسبب الأزمات الاقتصادية الحديثة في أكتوبر عام 2008، وفي يونيو 2008 حيث كان سعر التجارة العادلة لقهوة روبوستا التقليدية الطبيعية 1,01 دولار، وايضاً وفي نفس العام بلغ سعرالبن التقليدي أكثر من 1 دولار، وفي عام 2009 كان حوالي 0,70 دولار.
وتعتبر شهادة التجارة العادلة غير مجانية فهناك رسوم طلب ورسوم تصديق أولي وومستحقات للعضوية ورسوم المراجعة السنوية والعديد من الامور. ومن الممكن أن تكلف الشهادة الآلاف من اليورو لمزرعة واحدة. ويمكن لمزارع الشركات الكبرى احياناً التعامل مع الأوراق والتعويض من تكلفة التصديق بسهولة أكبر من المزارع الصغيرة المستقلة، ولهذا السبب فهنالك الكثير من المزارع الصغيرة التي لا تعتمد عليها التجارة العادلة على الرغم من أنها تلبي معاييرها أو تتجاوزها. (لقهوة روبوستا التقليدية الطبيعية).

## القهوة والبيئة
تمت زراعة البن في الأصل في ظلال الأشجار التي توفر البيئة الطبيعية لكثير من الحيوانات والحشرات مقاربة للتنوع الحيوي للغابات الطبيعية واستخدم هؤلاء المزارعون التقليديون سمادًا عضويًا من لب القهوة وابتعدوا عن المواد الكيميائية والاسمدة.
كما انه عادةً ما تزرع اشجار الموز والفاكهة كظل لأشجار البن والتي توفر دخلاً اضافياً غذائياً، ولكن في السبعينيات والثمانينات خلال الثورة الخضراء قدمت الوكالة الأمريكية للتنمية الدولية وغيرها من المجموعات 80 مليون دولار إلى المزارع في أمريكا اللاتينية من اجل التقدم ليتماشى مع التغيير العام للزراعة المتطورة. وقد احتلت هذه المزارع محل تقنيات الزراعة في الظل باستخدام تقنيات رعاية الشمس لزيادة المحاصيل الزراعية مما أدى بدوره إلى إتلاف الغابات والتنوع الحيوي.
وتشتمل رعاية الشمس على حصد الاشجار ومدخلات عالية من الاسمدة الكيميائية والمبيدات الحشرية والمشاكل البيئية مثل إزالة الغابات وتلوث المبيدات الحشرية وتدمر البيئة وتدهور التربة والمياه وتلك هي آثار معظم مزارع البن الحديثة والتي يعاني منها التنوع الحيوي في مزارع البن والمناطق المحيطة بها. وكان هناك 37 بلداً منتجاً للبن من بين خمسين بلداً والتي سجلت أعلى معدلات إزالة للغابات من عام 1990 إلى عام 1995.
ونتيجة لذلك كانت هنالك عودة إلى كلٍ من طرق التقليدية والحديثة لزراعة أصناف تتحمل العيش في الظلال وكثيراً ما تكتسب القهوة المزروعة في ظلال الأشجار قسطاً مما يجعلها تدوم وذلك يعود بفضل لأشعة الشمس.